# San Michele al Tagliamento
Pour les articles homonymes, voir San Michele.
San Michele al Tagliamento est une commune de la ville métropolitaine de Venise en Vénétie (Italie).

## Linguistique
Le toponyme est San Micjêl tal Tiliment en frioulan.
La population, dans sa majorité, parle le frioulan avec la variante du bas Frioul occidental. À Bibione, on parle un dialecte vénitien.

## Géographie
San Michele al Tagliamento se trouve dans la Vénétie orientale. La commune jouxte la région Frioul-Vénétie Julienne le long de la partie finale du cours du Tagliamento.

## Administration
| Période                                  | Période  | Identité         | Étiquette    | Qualité |
| ---------------------------------------- | -------- | ---------------- | ------------ | ------- |
| 27 mai 2003                              | En cours | Sergio Bornancin | Lista Civica |         |
| Les données manquantes sont à compléter. |          |                  |              |         |

### Hameaux
- frazioni : Villanova - Malafesta, San Giorgio al Tagliamento - Pozzi, Cesarolo, III Bacino, Bevazzana, Bibione
- località : San Filippo, Marinella

### Communes limitrophes
Caorle, Fossalta di Portogruaro, Latisana, Lignano Sabbiadoro, Morsano al Tagliamento, Portogruaro, Ronchis, Varmo

### Évolution démographique
Habitants recensés